# Hans-Joachim Gehrke

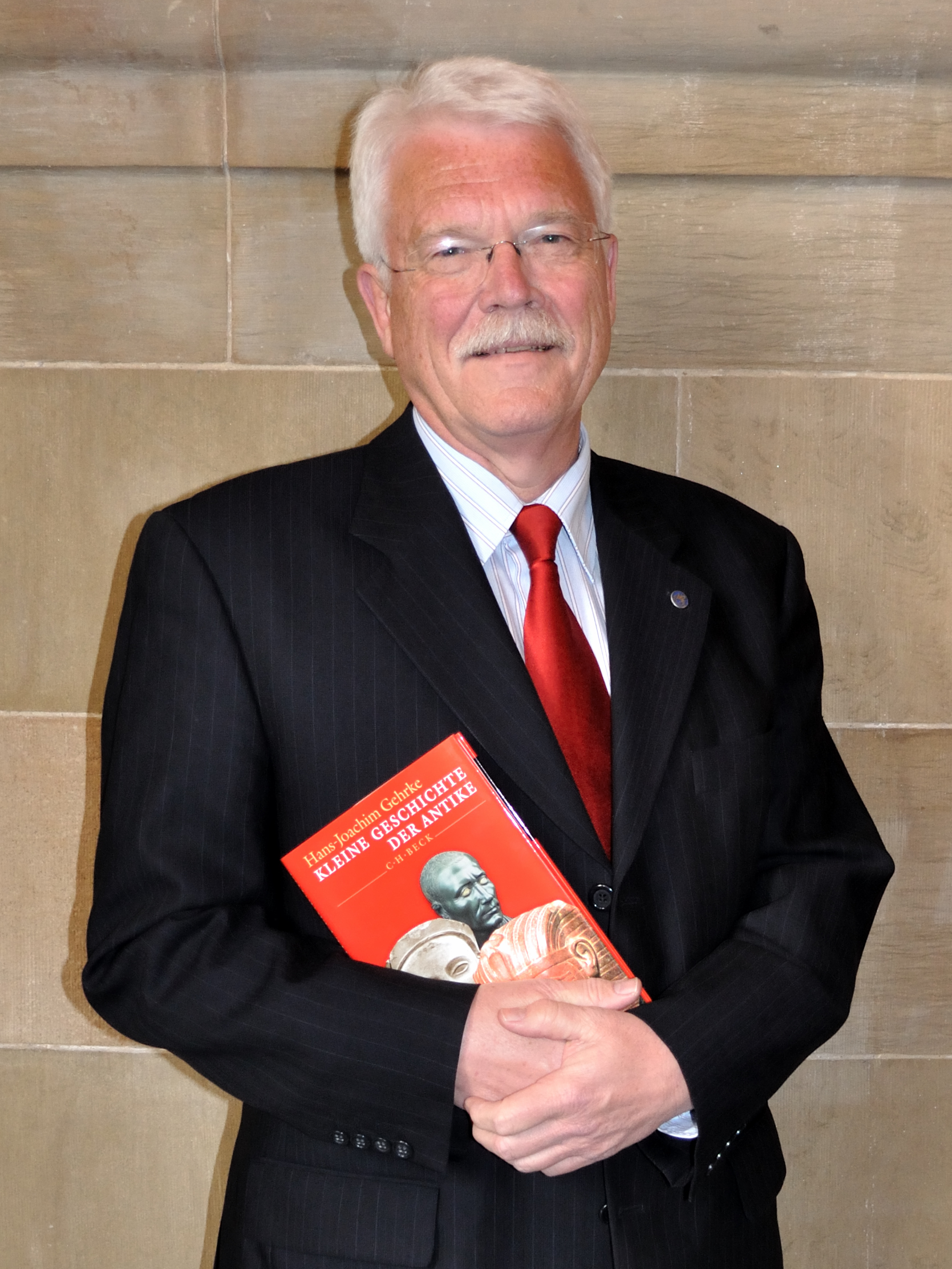
Hans-Joachim Gehrke 2010 in Freiburg im Breisgau mit seinem Buch Kleine Geschichte der Antike

Hans-Joachim Günter Adolf Gehrke (* 28. Oktober 1945 in Salzgitter) ist ein deutscher Althistoriker. Er war von 2008 bis 2011 Präsident des Deutschen Archäologischen Instituts.

## Leben, Karriere und Leistungen
Hans-Joachim Gehrke wurde als Sohn des Finanzbeamten (Oberamtsrats) Hans Gehrke und dessen Frau Grete, geb. Jürgens, in Salzgitter-Lebenstedt geboren und wuchs in Wolfenbüttel auf. Von 1961 bis 1965 besuchte er das Ratsgymnasium Goslar und legte dort 1965 das Abitur ab. Von 1965 bis 1967 diente er bei der Bundeswehr, die er als Leutnant der Reserve verließ. Anschließend studierte er von 1967 bis 1973 Geschichte und Klassische Philologie an der Universität Göttingen, wo er 1973 mit einer Untersuchung zu Phokion promoviert wurde. Doktorvater war Alfred Heuß, dessen wissenschaftlicher Assistent Gehrke von 1973 bis 1977 war. Anschließend war er Mitarbeiter von Heuß' Nachfolger Jochen Bleicken, bis er sich 1982 in Göttingen habilitierte. Gegenstand der 1985 publizierten und sehr einflussreichen Habilitationsschrift war das Phänomen der Stasis im klassischen Griechenland, die Gehrke primär als Ausdruck von Elitenrivalitäten interpretierte.
Von 1982 bis 1984 lehrte Gehrke als außerordentlicher Professor für Alte Geschichte an der Universität Würzburg, von 1984 bis 1987 dann als ordentlicher Professor an der Freien Universität Berlin. Von 1987 bis 2008 hatte Gehrke den Lehrstuhl für Alte Geschichte an der Universität Freiburg inne. Am 11. Juli 2007 wurde Hans-Joachim Gehrke zum Präsidenten des Deutschen Archäologischen Instituts gewählt; er folgte in dieser Funktion am 1. März 2008 Hermann Parzinger nach. Im gleichen Jahr, am 20. August 2008, wurde er zum Honorarprofessor für die Fächer Alte Geschichte und Klassische Philologie an der Freien Universität Berlin ernannt. 2011 trat er in den Ruhestand; seine Nachfolgerin am DAI ist seit dem 1. April 2011 Friederike Fless.
Seit 2011 ist Gehrke Direktor für Außenbeziehungen am University College Freiburg (UCF), einer Einrichtung der Universität Freiburg. Hans-Joachim Gehrke ist korrespondierendes Mitglied der Akademie gemeinnütziger Wissenschaften zu Erfurt und ordentliches Mitglied der Heidelberger Akademie der Wissenschaften. 2009 wurde er zum Mitglied der Academia Europaea gewählt. Seit 2010 ist er zudem Mitglied der Leopoldina. Von 1999 bis 2005 war er Mitglied im Senat, im Kuratorium und im Hauptausschuss der Deutschen Forschungsgemeinschaft. Gehrke war auch bei der Gerda Henkel Stiftung aktiv, ursprünglich als Mitglied und Vorsitzender des wissenschaftlichen Beirates der Stiftung, von 2005 bis 2020 als Kuratoriumsmitglied. 2010 wurde Gehrke das Bundesverdienstkreuz am Bande verliehen. 2012 wurde ihm die Ehrendoktorwürde der Philosophischen Fakultät der Universität zu Köln verliehen. 2017 erhielt er den Ausonius-Preis der Universität Trier. 2019 wurde ihm die Ehrendoktorwürde der Universität Athen verliehen. 2020 wurde er Ausländisches Mitglied der Akademie von Athen.
Gehrkes Forschungsschwerpunkte sind die Geschichte der griechischen Antike, die Historische Landeskunde des zentralen und östlichen Mittelmeergebietes, die sozialen Konflikte und die soziale Integration, die interkulturellen Beziehungen sowie Geschichtsvorstellungen und kollektive Identitäten. Seit 1993 ist er Herausgeber der traditionsreichen wissenschaftlichen Fachzeitschrift Klio.
Zu Gehrkes akademischen Schülern gehören Ulrich Gotter, Christian Mann, Peter Franz Mittag, Astrid Möller, Kai Trampedach, Gregor Weber, Michael Sommer, Eckhard Wirbelauer, Felix K. Maier und Matthias Haake.

## Schriften (Auswahl)
- Phokion. Studien zur Erfassung seiner historischen Gestalt (= Zetemata. Bd. 64). C. H. Beck, München 1976, ISBN 3-406-05154-5 (Zugl.: Göttingen, Univ., Diss., 1973).
- Stasis. Untersuchungen zu den inneren Kriegen in den griechischen Staaten des 5. und 4. Jahrhunderts v. Chr. (= Vestigia. Bd. 35). C. H. Beck, München 1985, ISBN 3-406-08065-0 (Zugl.: Göttingen, Univ., Habil-Schr., 1981).
- Jenseits von Athen und Sparta. Das dritte Griechenland und seine Staatenwelt. C. H. Beck, München 1986, ISBN 3-406-31537-2.
- Geschichte des Hellenismus (= Oldenbourg Grundriss der Geschichte. Bd. 1A). Oldenbourg, München 1990, ISBN 3-486-53051-8.
  - in griechischer Übersetzung: Ιστορία του ελληνιστικού κόσμου. Μορφωτικό Ίδρυμα Εθνικής Τραπέζης, Αθήνα 2000, ISBN 960-250-202-9.
- Alexander der Große (= Beck’sche Reihe. Bd. 2043, C. H. Beck Wissen). C. H. Beck, München 1996, ISBN 3-406-41043-X.
  - in spanischer Übersetzung: Alejandro Magno (= Flashback. Bd. 1). Acento, Madrid 2001, ISBN 84-483-0558-2; in tschechischer Übersetzung: Alexander Veliký. Svoboda, Prag 2002, ISBN 80-205-1034-6.
- Kleine Geschichte der Antike. C. H. Beck, München 1999, ISBN 3-406-45530-1; Deutscher Taschenbuch-Verlag, München 2003 (= dtv. Bd. 34041), ISBN 3-423-34041-X.
- mit Helmuth Schneider (Hrsg.): Geschichte der Antike. Ein Studienbuch. J. B. Metzler, Stuttgart/Weimar 2000, ISBN 3-476-01455-X; 5. Auflage, 2019, ISBN 978-3-476-04760-1.
- Geschichte als Element antiker Kultur. Die Griechen und ihre Geschichte(n). De Gruyter, Berlin 2014, ISBN 978-3-11-035050-0.
- Ausgewählte Schriften. Herausgegeben von Kai Trampedach und Christian Mann.
  - Band 1: Politik und politisches Denken. Franz Steiner Verlag, Stuttgart 2019, ISBN 978-3-515-12356-3 (Inhaltsverzeichnis).
  - Band 2: Hellenismus. Franz Steiner Verlag, Stuttgart 2021, ISBN 978-3-515-12951-0 (Inhaltsverzeichnis).
  - Band 3: Historiographie, intentionale Geschichte und kollektive Identitäten. Franz Steiner Verlag, Stuttgart 2022, ISBN 978-3-515-13290-9 (Inhaltsverzeichnis).
  - Band 4: Historische Landeskunde und Geographie. Franz Steiner Verlag, Stuttgart 2024, ISBN 978-3-515-13771-3.